# 杜格爾扎夫峰
杜格爾扎夫峰（英語：Dugerjav Peak）是南極洲的山峰，位於葛拉漢地，處於沃爾克山以南11.9公里和比斯特雷山以北14.4公里，海拔高度1,350米，以蒙古南極探險隊先驅命名。

## 外部連結

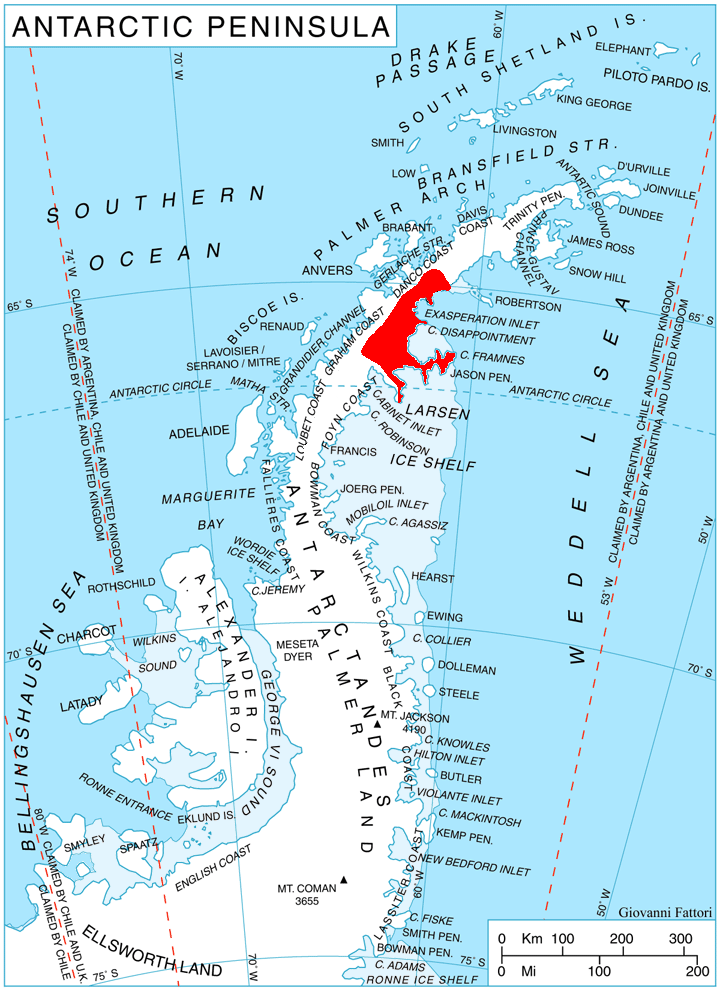

- Dugerjav Peak. （页面存档备份，存于） SCAR Composite Antarctic Gazetteer.

64°55′26″S 62°02′21″W / 64.92389°S 62.03917°W